# Nuevo Centro de Población Agrícola el Chacón
Nuevo Centro de Población Agrícola el Chacón är en ort i Mexiko.   Den ligger i kommunen Mineral de la Reforma och delstaten Hidalgo, i den sydöstra delen av landet, 80 km nordost om huvudstaden Mexico City. Nuevo Centro de Población Agrícola el Chacón ligger 2 364 meter över havet och antalet invånare är 1 655.
Terrängen runt Nuevo Centro de Población Agrícola el Chacón är kuperad åt nordost, men åt sydväst är den platt. Runt Nuevo Centro de Población Agrícola el Chacón är det mycket tätbefolkat, med 1 135 invånare per kvadratkilometer. Närmaste större samhälle är Pachuca de Soto, 5,2 km norr om Nuevo Centro de Población Agrícola el Chacón. Omgivningarna runt Nuevo Centro de Población Agrícola el Chacón är i huvudsak ett öppet busklandskap.